# Copernicium
Copernicium ist ein radioaktives, künstlich erzeugtes, nicht natürlich vorkommendes chemisches Element mit dem Elementsymbol Cn und der Ordnungszahl 112, das zu den Transactinoiden gehört und im Periodensystem der Elemente in der 12. IUPAC-Gruppe, der Zinkgruppe, steht.

## Geschichte
Copernicium wurde erstmals am 9. Februar 1996 bei der Gesellschaft für Schwerionenforschung (GSI) in Darmstadt von Sigurd Hofmann und Victor Ninov durch Fusion eines Zink-(70Zn)- und eines Blei-(208Pb)-Atomkerns erzeugt:
{\displaystyle \,_{30}^{70}\mathrm {Zn} +\,_{\ 82}^{208}\mathrm {Pb} \to \,_{112}^{278}\mathrm {Cn} ^{*}\to \,_{112}^{277}\mathrm {Cn} +\,_{0}^{1}\mathrm {n} }

## Namensgebung
Vor der endgültigen Namensgebung hatte das Element den systematischen Namen Ununbium (chemisches Symbol Uub), eine Bildung aus lateinisch unum für ‚eins‘ und lateinisch bis für ‚zweimal‘, entsprechend der Ordnungszahl 112. Es wurde auch als Eka-Quecksilber bezeichnet, zusammengesetzt aus Sanskrit एक eka für ‚eins‘ und Quecksilber, mit Bezug auf seine Einordnung im Periodensystem ‚eine Stelle unterhalb des Quecksilbers‘.
Die Entdeckung wurde im Mai 2009 von der IUPAC anerkannt und am 10. Juni 2009 offiziell bestätigt. Am 14. Juli 2009 wurde von der GSI der Name Copernicium zu Ehren von Nikolaus Kopernikus (1473–1543) vorgeschlagen. Dieser Vorschlag wurde durch die IUPAC geprüft und am 19. Februar 2010, dem 537. Geburtstag des Astronomen, offiziell bekanntgegeben.
Als Symbol wurde Cn festgelegt. Das zunächst vorgeschlagene Symbol Cp wurde abgelehnt, weil es bis 1949 im deutschen Sprachraum für das Element Cassiopeium (heute Lutetium genannt) stand und weil es in der metallorganischen Chemie den Cyclopentadienyl-Liganden bezeichnet.

## Eigenschaften
Nach Pressemitteilungen des Paul Scherrer Instituts und der Universität Bern am 31. Mai 2006 ergaben Experimente, dass Copernicium sich chemisch ähnlich wie Quecksilber (Hg) verhalte. Diese Aussage stützt sich auf die Beobachtung von lediglich zwei Atomen 283Cn. Diese entstanden durch den Beschuss von Plutonium mit Calcium und hatten eine Halbwertszeit von etwa vier Sekunden.